# Gantt (Carolina do Sul)
Gantt é uma Região censo-designada localizada no estado norte-americano da Carolina do Sul, no Condado de Greenville.

## Demografia
Segundo o censo norte-americano de 2000, a sua população era de 13.962 habitantes.

## Geografia
De acordo com o United States Census Bureau tem uma área de 26,1 km², dos quais 26,1 km² cobertos por terra e 0,0 km² cobertos por água.

## Localidades na vizinhança
O diagrama seguinte representa as localidades num raio de 8 km ao redor de Gantt.